# Brachycephalus leopardus
Brachycephalus leopardus es una especie de anfibios de la familia Brachycephalidae.

## Distribución geográfica y hábitat
Es endémica del estado de Paraná (Brasil). Su rango altitudinal oscila alrededor de 1640 m s. n. m..